# Battaglia di Ratisbona
La battaglia di Ratisbona, chiamata anche battaglia di Regensburg, fece parte delle guerre napoleoniche, e fu combattuta il 23 aprile 1809 tra l'esercito del Primo Impero francese guidato da Napoleone Bonaparte e quello dell'impero austriaco guidato da Carlo d'Asburgo-Teschen. Scena dell'ultimo scontro della fase bavarese della campagna del 1809, la breve difesa della città e l'installazione di un ponte ad est permisero la ritirata dell'esercito austriaco verso la Boemia. Nel corso dell'assalto, il maresciallo Jean Lannes guidò le proprie truppe sulle scale a ridosso delle mura, e Napoleone fu ferito alla caviglia da un proiettile vagante d'artiglieria. Il colpo era stato sparato da grande distanza e non provocò molti danni all'imperatore, causandogli solo una contusione.

## Preludio
In seguito alla vittoria di Eckmühl del 22 aprile, Napoleone convocò il proprio primo consiglio di guerra, che decise di bloccare l'esercito circa 18 chilometri a sud di Ratisbona (che gli austriaci avevano conquistato due giorni prima). Quella notte il principale esercito austriaco (Corpi I–IV e Corpo di riserva I) iniziò a muovere il suo equipaggiamento pesante lungo il ponte in pietra sul Danubio, mentre un ponte temporaneo fu eretto 2 chilometri a valle verso est, per permettere il passaggio delle truppe. Cinque battaglioni del II Corpo difendevano la città, mentre 6000 unità di cavalleria ed alcuni battaglioni di fanteria controllavano la vicina collina.

## La battaglia
All'alba del 23 aprile l'avanzata francese continuava con un movimento a tenaglia verso Ratisbona, con il generale Louis-Pierre Montbrun che giungeva da sudovest e Napoleone che risaliva da sud. Verso le nove del mattino, 10 000 cavalieri francesi, guidati dalle due divisioni di corazzieri del generale Étienne Nansouty, iniziarono uno scontro con la cavalleria austriaca, che nonostante la scarsa organizzazione riuscì a resistere per tre ore permettendo la fuga dell'esercito prima di ritirarsi. Solo allora i francesi scoprirono il ponte temporaneo, reso inservibile dagli austriaci che subito dopo l'utilizzo ne tagliarono i cavi.

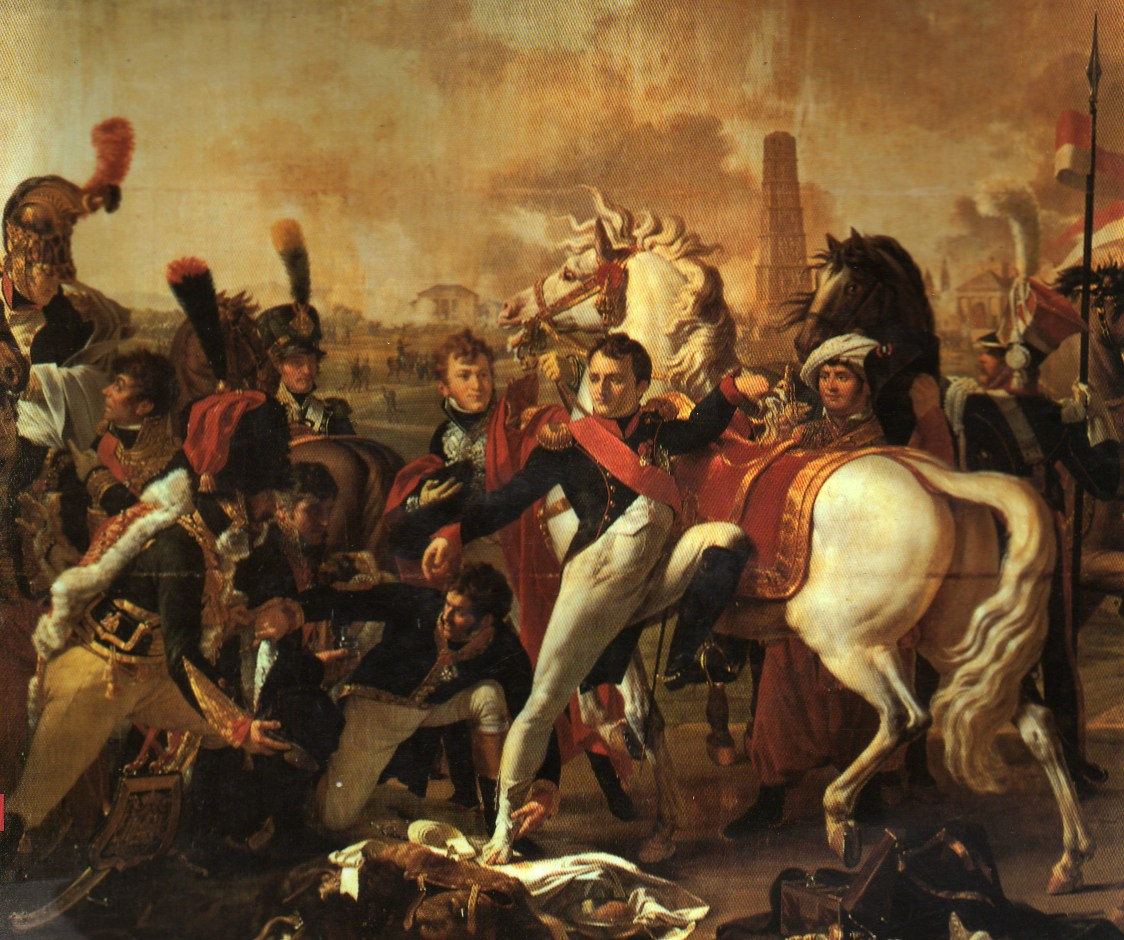
Napoleone raffigurato erroneamente con una ferita al piede destro

A mezzanotte la fanteria francese arrivò ed avvolse le difese medievali della città. Lannes fu incaricato della conquista, ed avviò un bombardamento d'artiglieria, mentre la fanteria attaccava gli austriaci nei sobborghi. Due assalti di fanteria presso le porte principali erano già falliti con gravi perdite, quando alle 15 il generale Henri Gatien Bertrand, capo dei genieri, aprì grazie all'artiglieria pesante una breccia nelle mura nei pressi della porta Straubing. Nell'avvicinarsi per osservare l'apertura, Napoleone fu colpito al piede sinistro, ma riuscì a montare a cavallo e ad allontanarsi. Tre piccoli gruppi con scale d'assedio non riuscirono a scavalcare le mura danneggiate. Gli uomini di Lannes fallirono l'assalto per quattro volte dopodiché, esasperato, Lannes prese una scala d'assedio ed incitò le truppe. A quel punto, in un imbarazzante silenzio, gridò con rabbia: "Vi farò vedere di essere stato un granatiere prima di essere un maresciallo, e che lo sono ancora". Prese la scala ed iniziò ad avanzare, ma fu bloccato dai propri aiutanti. Le sue truppe, vergognandosi di quanto fatto dal loro comandante, corsero in avanti. Il quarto assalto fu quello vincente, ed in pochi minuti i francesi entrarono in Ratisbona.
Per molte ore infuriò una battaglia nelle strade, finché i francesi non iniziarono a rendere sicura la parte meridionale della città. Il ponte fu difeso dal primo battaglione del 15º reggimento di fanteria fino alle 18 circa, momento in cui abbandonarono la loro posizione permettendo ai francesi di raggiungere il sobborgo settentrionale di Stadt-am-Hof. Gli ultimi 300 difensori si arresero poco dopo.

## Conseguenze
Le vittime francesi, compreso un Napoleone ferito alla caviglia, furono tra le 1500 e le 2000 unità, mentre gli austriaci ebbero almeno 6000 uomini uccisi, feriti o catturati. Incaricando il maresciallo Louis Davout di controllare la riva settentrionale del Danubio, Bonaparte fu libero di muoversi verso Vienna.

## Nella letteratura
La poesia di Robert Browning intitolata "Incident of the French Camp" è ambientata a Ratisbona durante le guerre napoleoniche.